# Шамхалов, Манаф Шамхалович
Мана́ф Шамха́лович Шамха́лов (11 июня 1915, село Хив, Дагестанская область — 1974) — советский табасаранский поэт и писатель.

## Биография
Родился в семье крестьянина-бедняка. Окончил Дербентский педагогический рабфак. Занимал комсомольские и партийные должности, работал в редакции районной газеты «Свет Октября». В 1940 году вступил в ВКП(б). В 1955 году окончил областную партийную школу.
Член Союза писателей СССР с 1959 года.

## Творчество
С 1932 года публиковался в районной газете. Первая книга «За Родину, за свободу» (сборник стихов и рассказов) вышла в свет в 1944 году. Автор нескольких пьес, поставленных силами самодеятельных коллективов.
Перевёл на табасаранский язык сочинения А. С. Пушкина, Сулеймана Стальского, Б. Кербабаева.
Считается одним из зачинателей табасаранской литературы, его произведения сыграли определённую роль в формировании литературного табасаранского языка. Для его прозы характерно создание идеализированных образов борцов за советскую власть в Дагестане, строительство новой жизни, стремление пропагандировать идеи социализма. Он первым в табасаранской литературе обозначил проблему «вхождения человека в инонациональную среду». Прослеживается влияние на творчество М. Шамхалова художественно-эстетических традиций М. А. Шолохова и Н. А. Островского.

### Избранные сочинения
- Шамхалов М. Благодарные: Рассказы. — Махачкала: Дагучпедгиз, 1964. — 47 с.
- Шамхалов М. Борцы: повесть. — Махачкала: Дагест. кн. изд-во, 1971. — 128 с. (табасар. яз.)
- Шамхалов М. В долине Чирах-Чая: Роман. — Махачкала: Дагест. кн. изд-во, 1958. — 180 с. (табасар. яз.)
- Шамхалов М. Взрывы в горах: Повести. — Махачкала: Дагест. кн. изд-во, 1972. — 80 с. (табасар. яз.)
- Шамхалов М. За Родину, за свободу: Стихи. — Махачкала: Даггиз, 1944. — 85 с. (табасар. яз.)
- Шамхалов М. Знамя борьбы: Стихи. — Махачкала: Дагучпедгиз, 1970. — 38 с. (табасар. яз.)
- Шамхалов М. Колхоз цветёт: Стихи. — Махачкала: Даггиз, 1949. — 44 с. (табасар. яз.)
- Шамхалов М. Маленький патриот // Соколёнок. — 2010. — № 6. — С. 5-8. (табасар. яз.)
- Шамхалов М. На зов: Повесть. — Махачкала: Дагест. кн. изд-во, 1965. — 138 с. (табасар. яз.)
- Шамхалов М. Обитель вдохновения: Стихи и поэма. — Махачкала: Дагест. кн. изд-во, 1995. — 220 с. (табасар. яз.)
- Шамхалов М. Обновленная долина: Роман. — Махачкала: Дагест. кн. изд-во, 1963. — 267 с. (табасар. яз.)
- Шамхалов М. От имени родного аула: Стихи. — Махачкала: Даггиз, 1950. — 60 с. (табасар. яз.)
- Шамхалов М. Ростки эпохи: Стихи. — Махачкала: Дагучпедгиз, 1975. — 88 с. (табасар. яз.)

пьесы
- «Простите»
- «Осчастливленные»

## Награды
- Почётная грамота Президиума Верховного Совета Дагестанской АССР[5].

## Критика
К недостаткам романов и повестей М. Ш. Шамхалова относят отсутствие крупных социальных конфликтов, перегруженность текста бытописаниями и диалогами в малозанимательных ситуациях.

## Память
В 1996 году имя М. Ш. Шамхалова присвоено Хивской средней школе.